# Сула (приток Мезени)
Су́ла — река в Архангельской области России, правый приток реки Мезень. Длина — 221 км, площадь водосбора — 2210 км².
Начинается в болотах. Течёт в общем юго-западном направлении среди тайги. Впадает в Мезень к северу от села Засулье на высоте 49,8 метра над уровнем моря.

## Притоки
- 31 км: река Малая Кортюга
- 37 км: река Большая Кортюга
- 51 км: река без названия
- 73 км: река Омза
- 92 км: река Ворожнева
- 134 км: река без названия
- 138 км: ручей Гаревой
- 167 км: река Пышега
- 206 км: река Дедкова Рассоха
- 211 км: река Правая Рассоха

## Данные водного реестра
По данным государственного водного реестра России относится к Двинско-Печорскому бассейновому округу, водохозяйственный участок реки — Мезень от истока до водомерного поста у деревни Малонисогорская. Речной бассейн реки — Мезень.
Код объекта в государственном водном реестре — 03030000112103000045272.